# Marmorofusus undulatus
Marmorofusus undulatus is een slakkensoort uit de familie van de Fasciolariidae. De wetenschappelijke naam van de soort werd in 1791 voor het eerst geldig gepubliceerd door Johann Friedrich Gmelin.